# Brett Gardner
Brett M. Gardner (* 24. August 1983 in Holly Hill, South Carolina) ist ein
US-amerikanischer Baseballspieler in der Major League. Er spielt dort für die New York Yankees.

## Biografie
Gardner begann seine Baseball-Karriere 2001 bei den College of Charleston Cougars, der Baseball-Mannschaft des College of Charleston in Charleston, South Carolina. In der dritten Runde des MLB Draft 2005 wurde er von den New York Yankees gewählt. In der Saison 2005 spielte er bei den Staten Island Yankees in der New York-Penn League. 2006 kam er bei den Tampa Yankees in der Florida State League zum Einsatz. Er schloss die Saison mit einem Batting Average von .323 mit 22 RBIs und 30 Stolen Bases ab. 2007 wurde er in 54 Spielen des Double-A-Clubs Trenton Thunder eingesetzt, bevor er aufgrund seiner Leistungen in das Triple-A-Team der Yankees, Scranton/Wilkes-Barre Yankees, berufen wurde. Dort erreichte er in 45 Spielen einen Batting Average von .260 und 21 Stolen Bases. 2008 setzte er seine guten Ergebnisse bei den Scranton/Wilkes-Barre Yankees fort. Insgesamt erreichte Gardner in den Minor Leagues einen Batting Average .291 und eine On-Base Percentage von .389 sowie 153 Stolen Bases.
Am 30. Juni 2008 wurde Gardner in das Team der New York Yankees berufen. Zwar wurde er am 26. Juli 2008 erneut zum Triple-A-Team der Yankees geschickt, kehrte jedoch schon am 15. August 2008 wieder in die Major League zurück. Am 21. September 2008 erzielte er als Pinch Runner für Jason Giambi den letzten Run im alten Yankee Stadium. Für die Saison 2009 erhielt Gardner anstelle von Melky Cabrera den Platz des Centerfielders in der Startaufstellung. Seinen ersten Home Run erzielte er am 13. Mai 2009 in einem Spiel gegen die Toronto Blue Jays. Auch in der Saison 2010 gehört er zur Startaufstellung im Outfield.
Gardner gilt neben Ichirō Suzuki, Carl Crawford, Austin Jackson und Juan Pierre als einer der schnellsten Spieler der Major League. Er ist für seine häufig erfolgreichen Versuche, eine Base zu stehlen, bekannt.

### 2019
Am 17. April 2019 schlug Gardner seinen 100. Homerun seiner Karriere – einen Grand Slam gegen Ryan Brasier – und verschaffte den Yankees damit eine 5:3-Führung gegen die Boston Red Sox. Dieser spielentscheidende Schlag sollte der entscheidende sein. Er wurde einer von zwei Spielern in der Geschichte der Yankees (neben Derek Jeter), die mindestens 100 Homeruns schlugen und mindestens 250 Bases stahlen. Am 26. Juli setzten die Yankees Gardner auf die 10-Tage-Verletztenliste (rückwirkend zum 22. Juli) wegen einer Entzündung seines linken Knies infolge einer Verletzung, die er sich in der Vorwoche zugezogen hatte. Damit stand er erst zum dritten Mal in seiner Major-League-Karriere auf der Verletztenliste. Am 2. August wurde er von der Verletztenliste zurückgerufen.
Gardner schlug 2019 .251 mit einem Karrierehoch von 28 Homeruns und 74 RBIs. Bei der Wahl zum Gold Glove belegte er den dritten Platz.
Nach der Saison 2019 wurde Gardner Free Agent. Die Yankees verpflichteten Gardner erneut für ein Jahr mit einer Option für die Saison 2021.

### 2020
In der verkürzten Saison 2020 spielte Gardner, wieder als vierter Outfielder, in 49 Spielen und erreichte einen Schlagdurchschnitt von .223 mit fünf Homeruns und 15 RBIs. Am 29. Oktober 2020 lehnten die Yankees ihre 10-Millionen-Dollar-Option für Gardner für 2021 ab und machten ihn damit zum Free Agent.

### 2021
Am 23. Februar 2021 unterzeichnete Gardner einen Einjahresvertrag über 4 Millionen Dollar mit den Yankees, der eine Option für 2022 beinhaltete. Obwohl er die Saison aufgrund der Verletzungen von Aaron Hicks erneut als voraussichtlich vierter Outfielder begann, spielte Gardner in 140 Spielen und schlug .222 mit 10 Homeruns und 39 RBI. Am 4. November wurde die Option für 2022 nicht ausgeübt, was Gardner zu einem Free Agent machte. Er war das letzte Mitglied des World Series-Teams von 2009, das im Team verblieb.

## Privatleben
Gardner hat zusammen mit seiner Frau Jessica einen im November 2008 geborenen Sohn namens Hunter. Sein Vater spielte in der Minor League für die Philadelphia Phillies.